# Pioggiola
Pioggiola (korziško Pioghjola) je naselje in občina v francoskem departmaju Haute-Corse regije - otoka Korzika. Leta 2012 je naselje imelo 88 prebivalcev.

## Geografija
Kraj leži v severozahodnem delu otoka Korzike znotraj naravnega regijskega parka Korzike, 81 km jugozahodno od središča Bastie.

## Uprava
Občina Pioggiola skupaj s sosednjimi občinami Algajola, Aregno, Avapessa, Belgodère, Cateri, Costa, Feliceto, Lavatoggio, Mausoléo, Muro, Nessa, Novella, Occhiatana, Olmi-Cappella, Palasca, Speloncato, Vallica in Ville-di-Paraso sestavlja kanton Belgodère s sedežem v Belgodèru. Kanton je sestavni del okrožja Calvi.

## Zanimivosti
- baročna župnijska cerkev Marijinega Vnebovzetja,
- spomenik mrtvim,
- genovski most nad potokom Forcili.